# お艶殺し
『お艶殺し』（おつやころし）は、谷崎潤一郎の小説、およびこれを原作とする映画である。小説は1915年1月に『中央公論』に掲載され、同年6月に千章館から刊行された。

## あらすじ
駿河屋のお艶は雪の夜、相思相愛の番頭新助を説得し、深川の船頭清次の船宿に駆け落ちし、夢のような数日間を過ごす。師走の晩、お艶に恋していた清次は、柳橋の料亭に新助を誘い出し、無理矢理酒を飲ませ、子分三太に新助を殺させようとし、しかし三太が大川端で殺される。新助は清次の企みを知り、清次の家に行くが、お艶はすでにおらず、清次の妻を殺す。新助は本所業平の博徒金蔵の家に、お艶にひとめ会ったら自首する約束でかくまってもらい、翌年春、お艶に会える。お艶は清次のために砂村の悪党徳兵衛の家に誘拐されていて、いまは徳兵衛のうしろだてで深川仲町の芸者になり、新助はすでに亡き者とあきらめ、奔放な生活を送っていた。二人は一日のばしに夢を見ていたが、ある晩、お艶は徳兵衛と、向島の寮で旗本芹沢をだましそこねて、迎えに来た新助と3人で逃げる途中で、新助と助け合って手負いの徳兵衛を殺す。新助は気持ちが変り、自首は論外、悪事をたくらみかねを奪うことばかりを考え、お艶と共謀して清次を殺して仇を討って大金を盗む。恐ろしい恋に酔いしれる2人は、汚れたかねでただれた歓楽の限りを尽くし、やがて淫蕩なお艶の心は、以前のなじみの芹沢のほうへうつったので、嫉妬に狂った新助は向島三囲神社の土手上であたらしい情人の名前を呼びつづけるお艶を斬り殺す。

## 映画
- 1934年11月15日、日活系で公開。モノクロ・スタンダード。脚本：富士見明 / 監督：辻吉朗 / 主演：黒田記代、尾上菊太郎。
- 1951年2月17日、東映系で公開。日活版と同じくモノクロ・スタンダードで、上映時間は97分。脚本：依田義賢 / 監督：マキノ雅弘 / 主演：山田五十鈴、市川右太衛門。プロデュース（製作）は、マキノ雅弘の実弟であるマキノ光雄が担当[2]。
- 1966年1月15日公開の大映映画『刺青』も「お艶殺し」を題材にしている。